# Parque nacional Monte Nothofagus
El Parque Nacional Monte Nothofagus (Mount Nothofagus National Park) es un parque nacional en Nueva Gales del Sur (Australia), ubicado a 634 km al norte de Sídney.

## Ficha
- Área: 22 km²
- Fecha de Creación: 1 de enero de 1999
- Administración: Servicio Para la Vida Salvaje y los Parques Nacionales de Nueva Gales del Sur
- Categoría IUCN: II